# Villa La Jetée
Pour les articles homonymes, voir La Jetée (homonymie).
La villa La Jetée (ou château Bugeau), bâtie en 1903, est construite face au Port Nord, son portail d'entrée architecturé est situé au 3 boulevard de la Jetée à Fouras, en France.

## Historique
Le bâtiment construit en 1903, est inscrit au titre des monuments historiques par arrêté du 2 février 2007.

## Architecture
Cette villa est représentative de l'architecture balnéaire des années 1900.